# Maik Nöcker

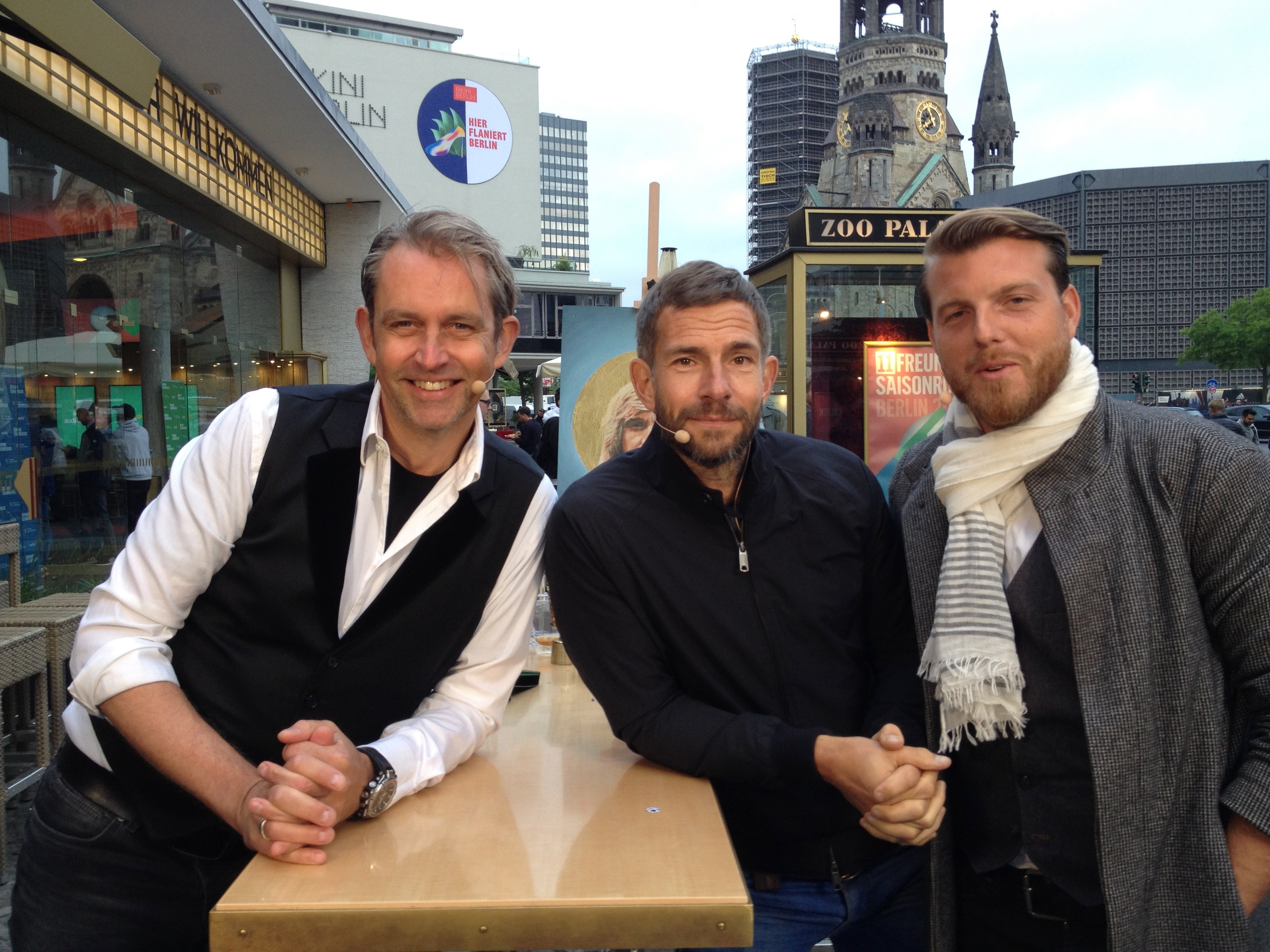
(v. l.) Maik Nöcker mit seinen Podcast-Kollegen: Micky Beisenherz und Lucas Vogelsang, 2018

Maik Nöcker (* 24. April 1969 in Gütersloh) ist ein deutscher Moderator und Podcaster.

## Leben
Nöcker startete seine Karriere 1989 beim Radio Schleswig-Holstein, dort war er bis 1992 Trainee und bis 1995 Editor und Radio Presenter. Im Anschluss war er Moderator der TV-Sendung Jung, ledig sucht… auf Kabel eins. Parallel dazu arbeitete Nöcker als Presenter bei Radio Hamburg. Von 1994 bis 1999 war er freier Sport-Reporter für verschiedene Veranstaltungen im Tennis (Grand Slams, ATP Finals, Davis Cup und Masters), Boxen (World Championships) und der deutschen Fußball-Bundesliga.
Von 2000 bis 2012 war Nöcker in leitenden Positionen bei verschiedenen Unternehmen (Weltmeister – Agentur für Sportkommunikation AG, MMH Media Management Hamburg, Schubert & Schubert, QUU.FM Medien GmbH), seit 2012 ist er Managing Partner der M11 Broadcasting GmbH.
Seit 2013 ist er Moderator der Show MEINE 11 – Die Playlist der Fussballstars, die beim Fernsehsender Sky Deutschland bis 2020 lief, seit November 2020 auf Sport1. Im April 2017 startete Nöcker gemeinsam mit Lucas Vogelsang und Micky Beisenherz den wöchentlichen Podcast Fussball MML. Seit April 2021 moderiert Nöcker den täglichen Podcast Fußball MML Daily, ab April 2022 gemeinsam mit Lena Cassel.
Seit Februar 2019 moderiert er  die TV-Sendung Mixed Zone – Die Volkswagen Tailgate Tour Live für Sport1. Im September 2020 startete er die interaktive Liveshow WNTT – We Need to Talk auf Sport1, in der er sich u. a. mit Bloggern, YouTubern und Podcastern zu aktuellen Geschehnissen im Fußball austauscht. 
Nöcker lebt in Hamburg, ist verheiratet und hat zwei Kinder.